# كارينا هولمبرغ
كارينا هولمبرغ (بالسويدية: Carina Holmberg)‏ (4 أكتوبر 1983 - ) هي لاعبة كرة قدم سويدية في مركز الهجوم. شاركت مع منتخب السويد لكرة القدم للسيدات. أما مع النوادي، فقد لعبت مع Bälinge IF ‏ وSunnanå SK ‏.

## وصلات خارجية
- كارينا هولمبرغ على موقع اتحاد السويد (السويدية)
- كارينا هولمبرغ على موقع قاعدة بيانات كرة القدم.إي يو (الإنجليزية)